# Kanton Pointe-à-Pitre
Pointe-à-Pitre is een kanton van het Franse departement Guadeloupe. Kanton Pointe-à-Pitre maakt deel uit van het arrondissement Pointe-à-Pitre en telde 15.181 inwoners in 2019.
In 2015 werden de kantons Pointe-à-Pitre-1, Pointe-à-Pitre-2, en Pointe-à-Pitre-3 samengevoegd tot Pointe-à-Pitre.

## Gemeenten
De kanton Pointe-à-Pitre omvat de volgende gemeente:
- Pointe-à-Pitre